# Ornö
Ornö är den största ön i Stockholms södra skärgård och ingår i Ornö socken i Haninge kommun. Den är cirka 15 km lång och 3-4 km bred. Ornö har ungefär 300 bofasta invånare, men öns invånarantal stiger kraftigt under somrarna då det finns ett antal större fritidshusområden på ön, där Brevik i väster är det största.
Ornö kyrka ritades av arkitekt Ludvig Hawerman och invigdes 1886. Kyrkan är belägen på en höjd ovanför Kyrkviken och ingår i Dalarö-Ornö-Utö församling.
Varje år i slutet av maj genomförs Ornö Runt, en av de större kappseglingarna i Stockholms skärgård.

## Historik
Tidiga bosättningar under bronsåldern har avslöjats via skärvstenshögar och gravrösen innanför Långviken och kring Hässelmara samt nordost om Mörby. Ornö upptas som landmärke i Kung Valdemars segelled. Betydelsen av namnet är oklar, möjligen kan det syfta på or, det vill säga stenig terräng, eller så syftar det på horn och öns form. Gårdarna på Ornö omtalas första gången i samband med att Tyska orden sålde Årsta slott med underlydande gårdar 1467. Hässelmara, Bredvik, Långvik, Åvassa, Varnö, Svinåker, Sundby, Åvassa på Ornö ingick i köpet. Från 1500-talet omtalas kronoskärbönder även i Lättinge, Torsnäs, Mörby och Fiversättra.
Ett järnbruk med masugn anlades i Lättinge 1637, malmen hämtades från Utö gruvor. I Lättinge fanns även en hamn och en vattenkvarn. På öns andra, sydöstra sida uppfördes Sundby säteri av Claes Stiernskiöld på 1660-talet. De flesta av Ornös torp och gårdar inklusive godset Sundby brändes under rysshärjningarna 1719. Omfattande gruvbrytning av fältspat skedde under åren 1914–1965, och den största gruvan var Långviksgruvan i närheten av torpet Lugnet. Fisket har alltid varit betydande för öbornas utkomst. Militärt skyddsområde fanns inom öns östra och södra skärgårdsdelar under 1900-talet.

## Natur

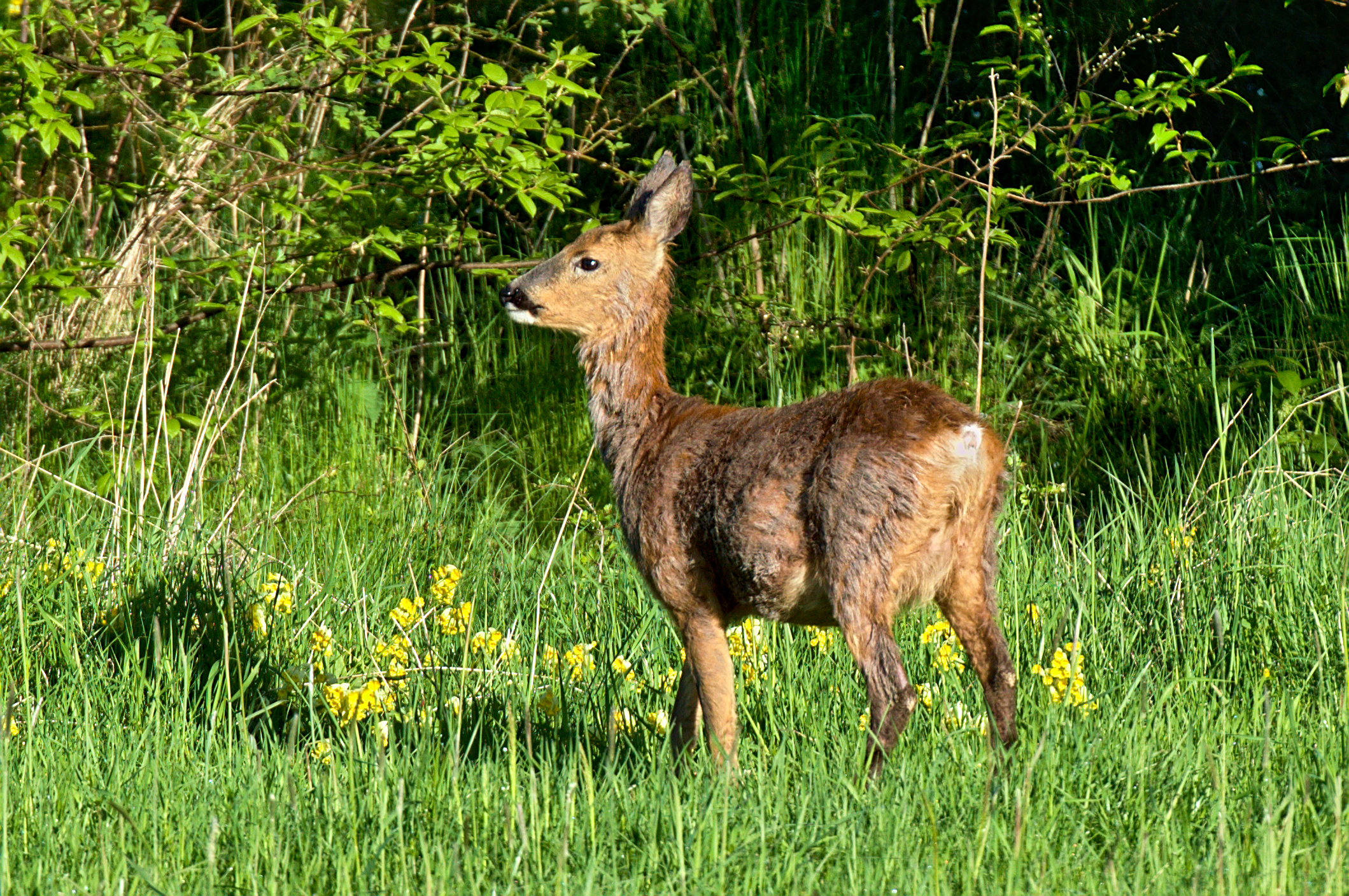
Rådjur på fältet mitt emot skolan.

Älg och rådjur är vanligt förekommande. Havsörn, fiskgjuse och ormvråk häckar i ett flertal av Ornös skogsområden. Även mink och storlom förekommer vid vissa insjöar.
I klipphällarna på norra Ornö vid Ornöhuvud har under istiden geologiska sevärdheter skapats i form av bandade bergarter.
På öns södra del och i dess anslutande skärgård finns Sundby naturreservat.
Det finns även rester från gruvindustrin från tiden man exporterade fältspat. På 1800-talet hade man gruvor med fältspat i Stockholms skärgård, som nämns i romanen Hemsöborna.
Kolnäsviken på Ornös västra sida är en populär natthamn för fritidsbåtar. 

### Sjöar
På Ornö finns tolv insjöar. Sjöarna på den norra halvan av ön är den lilla sjön Brakträsk, Nybysjön som har ett flertal öar, Toren som ligger vid fritidshusområdet Ornöboda, samt sjön Hemträsket.
På den södra delen av ön finns det fler sjöar. Några ingår i Sundby naturreservat. Bland dessa finns Stockholms läns djupaste insjö Stunnträsk som är 40 meter djup. I naturreservatet finns även sjön Maren som tidigare varit förbunden med havet i öster, samt sjöarna Långträsk och Bastumaren. Norr om naturreservatet och längre in på ön finns sjöarna Vitträsk, Hålsjön, Lättingsträsk och Lervassaträsk.

## Service
Ornö har skola, bibliotek, lanthandel, kaféer, restaurang, systembolagsombud, båtvarv, gästhamn, hembygdsmuseum och ett antal bed & breakfast. Ön har även cykel-, kajak- och segelbåtsuthyrning.
Waxholmsbolaget trafikerar flera bryggor på ön, däribland vid Hässelmara, Kyrkviken samt Brunnsviken. Ornö Sjötrafik trafikerar sträckan Dalarö–Hässelmara på nordvästra Ornö med bilfärja, en överfart som tar cirka 30 minuter.
SSRS räddningskryssare Drottning Silvia är stationerad i Kyrkviken och besättningen utgörs av frivilliga från Ornö.

## Ornö i populärkultur
- Delar av Colin Forbes thriller Cover Story (1984) utspelas på ön.
- Ornö Sjötrafiks bilfärja förekommer i TV-serien Skärgårdsdoktorn. I serien filmar man dock Ornö som fastlandet och Dalarö som ön, tvärt emot verkligheten.

## Bilder

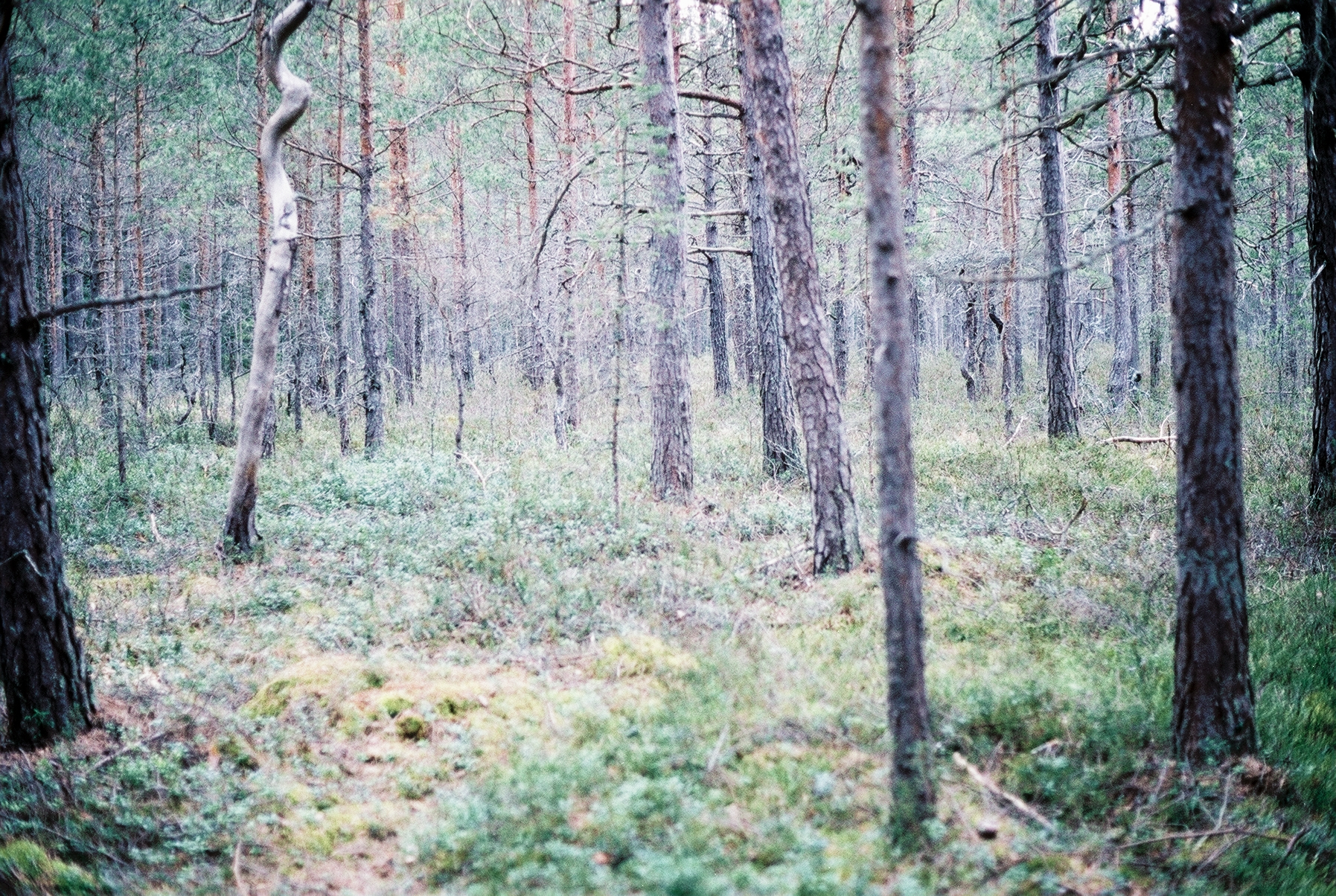
Urskog på Ornö.
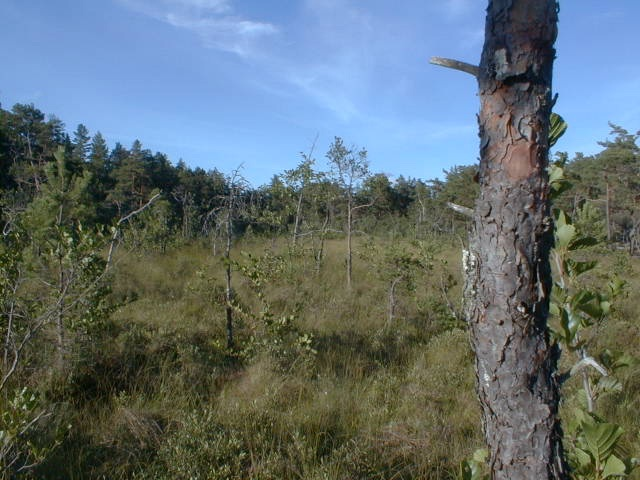
Myrmark på Ornö.
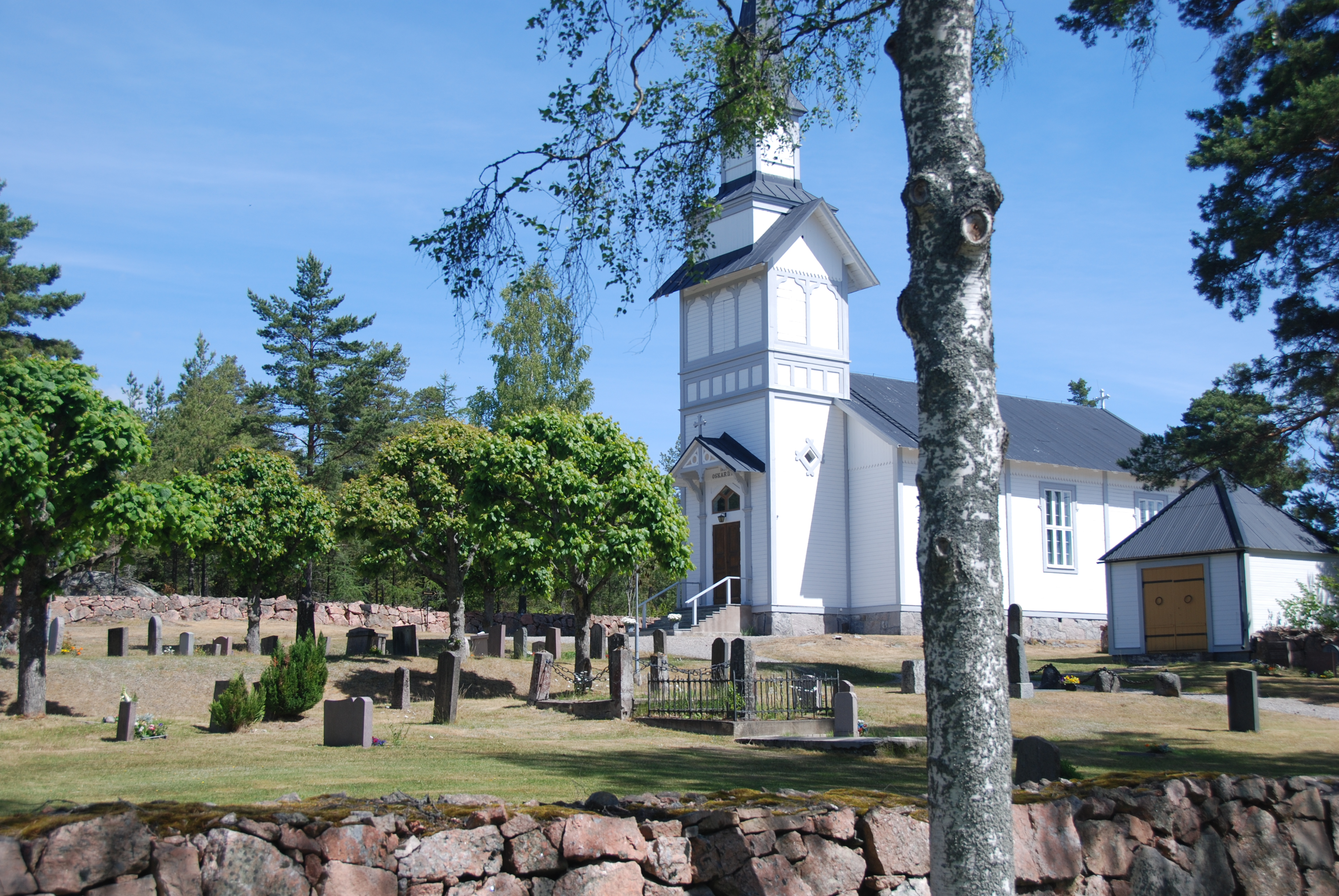
Ornö kyrka.
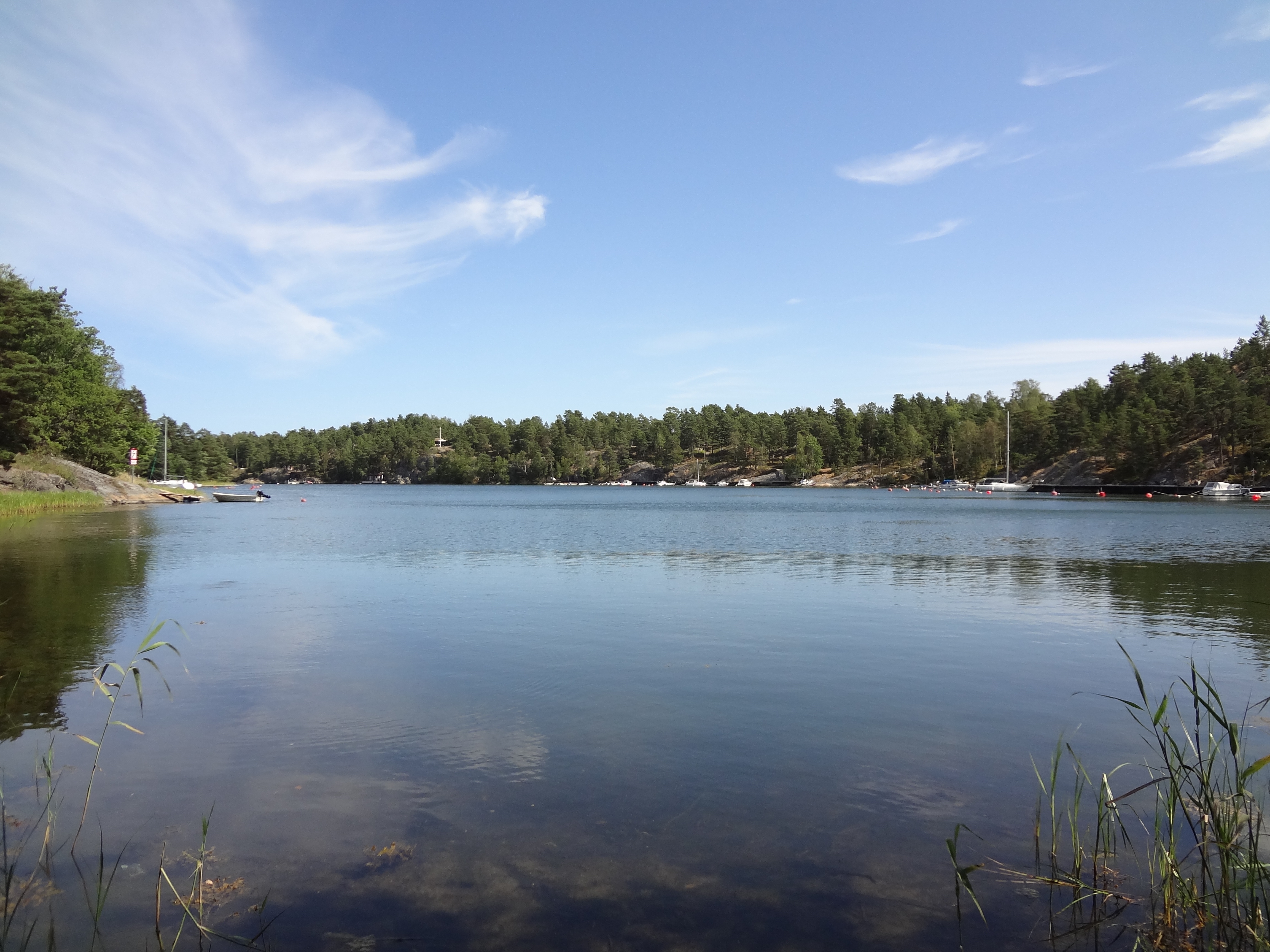
Söderviken, ett fritidshusområde på öns östra sida.
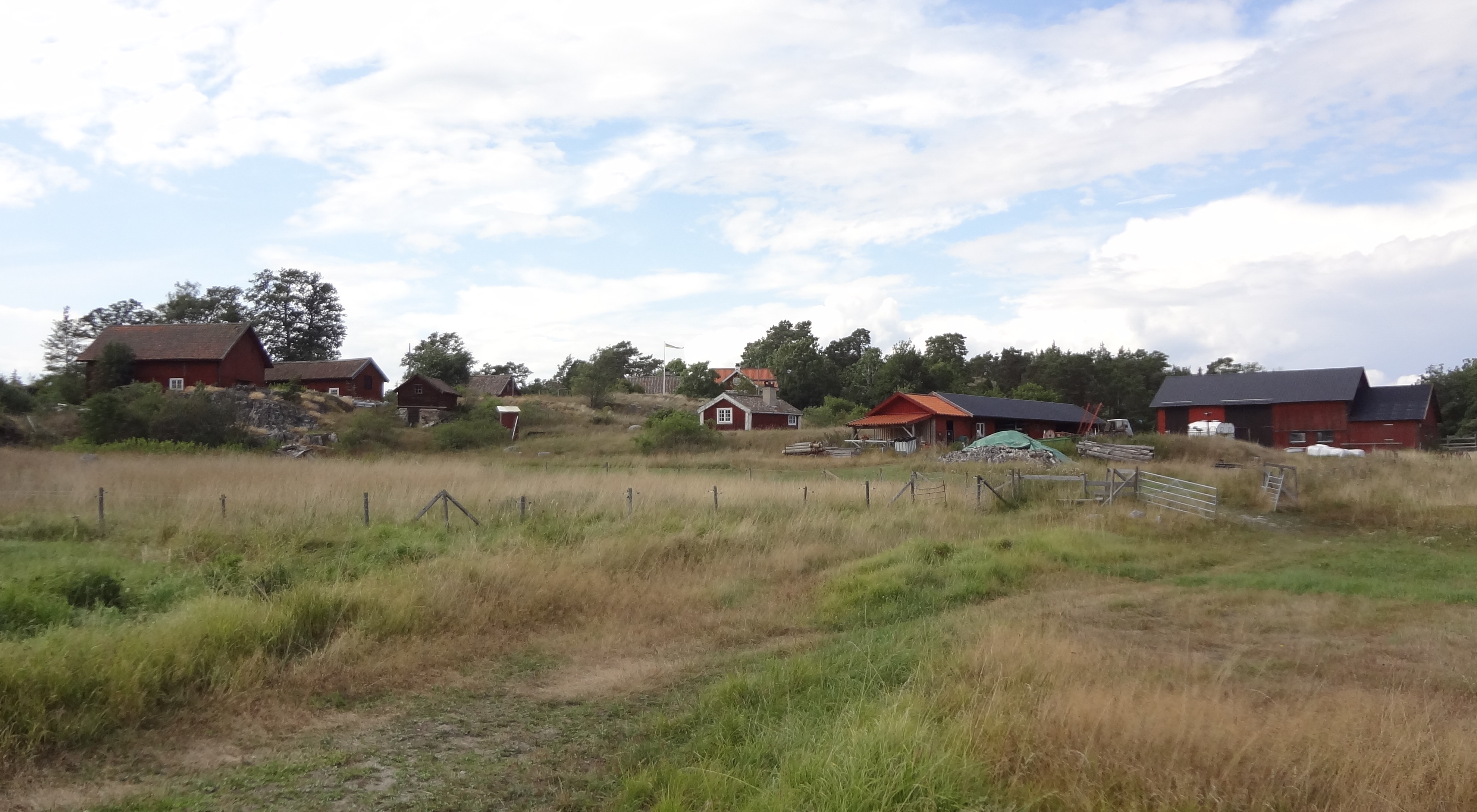
Gården Svinåker på norra delen av ön.